# Gottfried Albrecht (Diplomat)
Gottfried Albrecht (* 23. Dezember 1932 in Langenbielau; † 12. Dezember 2012) war ein deutscher Diplomat.

## Leben
Albrecht studierte Volkswirtschaft, Soziologie und Wirtschaftsgeschichte in München, Kiel und Nottingham. 1964 trat er in den auswärtigen Dienst ein. Nach Tätigkeiten an den Botschaften in Moskau (1969–1973), Colombo (1973–1976) und Warschau (1980–1984; Leiter des Wirtschaftsdienstes) war er von 1984 bis 1991 Referatsleiter einer Wirtschaftsabteilung im Auswärtigen Amt. Albrecht war von 1991 bis 1992 deutscher Botschafter in Litauen und von 1992 bis 1997 deutscher Botschafter in Belarus. Er war mit Renate Zwicknagl, der jüngsten Tochter des bayrischen Unternehmers und Politikers Max Zwicknagl verheiratet.

## Ehrungen
- 1997: Verdienstkreuz 1. Klasse der Bundesrepublik Deutschland